# Dacnusa merope
Dacnusa merope är en stekelart som först beskrevs av Nixon 1948.  Dacnusa merope ingår i släktet Dacnusa och familjen bracksteklar. Inga underarter finns listade i Catalogue of Life.